# 7797 Morita
7797 Morita è un asteroide della fascia principale. Scoperto nel 1996, presenta un'orbita caratterizzata da un semiasse maggiore pari a 3,1871044 UA e da un'eccentricità di 0,1465456, inclinata di 12,95165° rispetto all'eclittica.